# پیش از آنکه بیدار شوم
پیش از آنکه بیدار شوم (انگلیسی: Before I Wake) فیلمی در ژانر ترسناک به کارگردانی مایک فلناگان است که در سال ۲۰۱۶ منتشر شد. از بازیگران آن می‌توان به کیت باسورث، توماس جین، جیکوب ترمبلی، آنابت گیش و دش میهوک اشاره کرد.

## خلاصه فیلم
تمرکز اصلی فیلم بر روی پسر بچه ۸ ساله به نام «کودی» است که وقتی می‌خوابد اتفاقات عجیبی رخ می‌دهد.